# 劉秉衡
劉秉衡 （1915年—2003年）字平之，中國廣東省番禺人。
劉秉衡早歲隨潘致中、張谷雛習畫，并從姚粟若研究畫理。年十八入廣州市立美術專科學校習藝，畢業後適逢抗戰，乃投身救國，遠赴南洋輔佐籌賑工作，後為日寇追逼，潛匿蘇門答臘荒山達三年之久。和平後僑居香港，潛心文藝，致力於山水畫研究，尤醉心元人筆墨，融會四家所長，并以明清四僧之變化、王石谷之精微，推陳出新。畫貌廣闊而筆墨精嫺，并以八大山人花鳥寫意手法，創出劉氏簡筆山水，境界高古，內涵詩意，畫後提句，每多援筆立就，布白位置恰到好處，書法清麗脫俗，觀其文章詩詞，內容樸茂，溫淳敦厚，議論文藝，嚴明剛正，小品駢文，風流蘊藉，雅趣盎然。

## 生平
| 1915             | 生於廣州市，為廣東番禺縣人。父為人師，家中長輩多從事文藝創作。 |
| 1922             | 開始誦詩。 |
| 1930             | 入讀番禺師範學院，暇則從師張谷雛習山水，復隨姚粟若研畫理。 |
| 1933             | 就讀於廣州市立美術學校，主修藝術。其時李研山為校長，黃君壁等為教員。 |
| 1937             | 劉氏作品選入當時教育部舉辦之「第二屆全國美術展覽會」。 廣州市立美術學校畢業，適逢抗日戰爭，奉派赴南洋各地輔佐藝術籌賑工作，復避日追羅，匿於蘇門答臘荒山，瘴雨蠻煙，幾經艱險，幸存性命。 |
| 1938             | 日本侵華期間，參加救國籌款活動，並於新加坡、馬來西亞等地作巡迴籌賑展。 |
| 1945             | 復員歸國。返回廣州後，先後於廣州及肇慶等地的中學任教。後出任廣東省文獻館藝術幹事及旋任省立藝專國畫教授。 |
| 1948﹣1966       | 遷居香港後，致力於教育的工作，先後於中正中學及聖瑪利亞小學任文史教席；復應德明書院之聘，任山水畫科教授，繼而華僑書院、萬國藝術專科學校等教席。在教學之餘，劉氏亦熱心創作，除舉辦「寧遠畫院」及上門授畫藝外，閒餘喜與劉少旅（裱畫師及古董收藏家）、唐積聖（印章雕刻家）、伍瑞（古董收藏家）、梁伯譽、遊自在、羅叔重及陳秉璋等人交往。 |
| 1955﹣1956       | 於香港聖約翰座堂舉行個展。 |
| 1957             | 作品於台灣教育部舉辦之「第四屆全國美術展覽會」特約展出，並獲榮譽獎。 |
| 1958             | 與藝壇友好創辦「香港中國美術會」。 於香港龍岡畫廊舉行個展。 |
| 1960﹣1963、1965 | 於香港大會堂舉行個展。 |
| 1966﹣1967       | 與藝壇友人成立「大雅堂」，常參與聚會研討之藝術者有劉氏、劉帡宇、梁紹謙、劉少旅、唐積聖及陳安等人。劉氏於與吳肇中郊遊間與劉君任交好，其後劉君任不幸逝世，劉氏義務於其設立的萬國藝術專科學校授課。 |
| 1968             | 於澳洲作巡迴展。 |
| 1970             | 於吉隆坡、婆羅州、詩巫、古晉等地舉行個展。 |
| 1973             | 於香港「凝趣軒」舉行個展。 |
| 1973﹣1978       | 遷往粉嶺並建設【寧遠園】。每星期往返之畫人文士絡繹不絕，成為每週雅集盛事，文人雅士聚首一堂，時常參與聚會者有楊善深、陳炳光、陳琳、唐積聖、卓少衡、羅博溱、游德廣、黃家力及黎美蓮等人。 |
| 1975             | 於台北中華藝術館舉行個展。 |
| 1977             | 應韓國慶熙大學藝術系邀請舉行個展及講授中國畫藝。 |
| 1980             | 應台北中華文化大學邀請舉行個展及畫藝示範。 |
| 1981﹣1986       | 於台灣暫居，並任報章美術專欄作家。 |
| 1983             | 應台灣教育部舉辦之「第十屆全國美術展覽會」邀請榮譽展出作品。 |
| 1985             | 參加於美國及加拿大舉行之聯展。 |
| 1986             | 從台灣回港。 |
| 1987﹣1991       | 於香港大會堂舉行個展。 |
| 1994             | 於香港大會堂舉行師生聯展。 |
| 1996             | 移居美國。 |
| 2003             | 於美國逝世。 |